# Daniel Noonan
Daniel Noonan (ur. 28 października 1979 w Warren) – australijski wioślarz, brązowy medalista olimpijski, mistrz świata.

## Osiągnięcia
- Igrzyska olimpijskie – Pekin 2008 – czwórka podwójna – 4. miejsce
- Mistrzostwa świata – Poznań 2009 – czwórka podwójna – 2. miejsce
- Mistrzostwa świata – Hamilton 2010 – czwórka podwójna – 3. miejsce
- Mistrzostwa świata – Bled 2011 – czwórka podwójna – 1. miejsce
- Igrzyska olimpijskie – Londyn 2012 – czwórka podwójna – 3. miejsce